# Nazionale maschile di calcio dell'Australia
La nazionale di calcio dell'Australia è la squadra nazionale di calcio dell'Australia ed è posta sotto la giurisdizione della Football Australia. Dal 1º gennaio 2006 è affiliata all'Asian Football Confederation (AFC), mentre in precedenza lo era all'Oceania Football Confederation (OFC).
Con la vittoria della Coppa d'Asia 2015, l'Australia è diventata l'unica nazionale ad aver vinto il titolo continentale di due confederazioni diverse (AFC e OFC), nello specifico la Coppa d'Asia e la Coppa d'Oceania. È anche l'unica nazionale al mondo ad aver rappresentato due confederazioni diverse (AFC e OFC) nel campionato mondiale di calcio, a cui ha preso parte a 6 edizioni raggiungendo, come miglior risultato, gli ottavi di finale nel 2006 e 2022, e nella Confederations Cup, a cui ha preso parte nel 1997, 2001, 2005 e 2017, ottenendo quale miglior risultato il secondo posto alla prima partecipazione, nel 1997, quando perse la finale con il Brasile.
I giocatori ed i tifosi della nazionale australiana sono soprannominati Socceroos, termine derivante dalla fusione delle parole soccer (in italiano calcio) e kangaroos (in italiano canguri).
Nella classifica mondiale della FIFA, istituita nell'agosto 1993, l'Australia vanta quale miglior posizionamento il 21º posto del luglio 2009, mentre il peggiore piazzamento è il 100º posto del luglio 2014. Occupa la 25ª posizione della graduatoria.

## Storia
La nazionale australiana giocò le sue prime partite in un tour svoltosi in Nuova Zelanda nel 1922, nel corso del quale ottenne due sconfitte e un pareggio. Nei 25 anni successivi, Australia, Nuova Zelanda, Cina e Sudafrica ebbero l'occasione di affrontarsi molte volte in partite amichevoli. Con la diminuzione del costo dei viaggi aerei, l'Australia poté ampliare la lista dei propri avversari, anche se il suo isolamento geografico avrebbe continuato a giocare un ruolo fondamentale per lungo tempo.

### Primi tentativi di qualificazione ai mondiali
La squadra riuscì a qualificarsi per la prima volta al campionato del mondo in occasione dell'edizione del 1974. Dopo 32 anni di tentativi falliti, riuscì nuovamente nell'impresa nel 2005, conseguendo ai play-off contro l'Uruguay la qualificazione per il campionato del mondo 2006. Tali difficoltà per l'Australia erano dovute anche a quanto era previsto dai regolamenti della FIFA, in base ai quali avrebbe dovuto affrontare una lunga serie di partite per cercare di ottenere la qualificazione al mondiale.

#### Avversari scomodi
Il primo tentativo di qualificazione dell'Australia al campionato del mondo risale al 1965, in vista di Inghilterra 1966. L'anno precedente, in virtù della decisione della FIFA di assegnare qualche posto alle nazionali non europee e non sudamericane, l'Australia avrebbe dovuto disputare i play-off contro la Corea del Nord, ma, poiché fino a quel momento la Corea del Nord era un'entità politica non riconosciuta da molte nazioni, inclusa l'Inghilterra, il match si disputò in campo neutro in Cambogia e nel doppio confronto i nordcoreani si imposero nettamente: 6-1 il 21 novembre 1965 e 3-1 tre giorni dopo.
Le successive qualificazioni per le Coppe del mondo del 1970, 1978, 1982 e 1986 videro l'Australia disputare delle gare contro nazioni isolate politicamente (cioè paesi non allineati). Gli avversari, tra gli altri, furono Israele (le nazioni arabe, più vicine geograficamente, si rifiutarono di giocare), Taiwan (che non era riconosciuta ufficialmente dalla Cina), l'Iran (in cui c'era appena stata una rivoluzione) e la Nuova Zelanda. In ogni caso, il vincitore di questi "tornei preliminari" doveva sempre affrontare in uno spareggio una o due nazionali più forti, provenienti dall'Europa o dal Sudamerica.
Le proteste dell'Australian Soccer Federation e i tentativi di unirsi alla confederazione asiatica furono respinti, ma il percorso di qualificazione fu semplificato da Italia 1990, edizione del mondiale in cui l'OFC ebbe diritto a zero o un posto.

### Tentativi di qualificazione al campionato del mondo (1994-2005)
La strada dell'Australia verso Stati Uniti 1994 costituì un esempio del difficile percorso di qualificazione che doveva compiere una nazionale proveniente dall'Oceania Football Confederation. Per qualificarsi al mondiale l'Australia dovette, infatti, passare attraverso tre gironi, il primo dei quali fu il girone OFC. L'Australia chiuse in testa il gruppo 1 vincendo quattro gare contro Tahiti e le Isole Salomone, con 13 reti segnate. Quindi giocò contro la Nuova Zelanda nello spareggio del gruppo oceaniano: la gara di andata fu giocata in Nuova Zelanda il 30 maggio 1993 e fu vinta per 1-0 dall'Australia, che si ripeté con il risultato di 3-0 nella partita di ritorno e superò quindi il turno con il punteggio complessivo di 4-0. Avendo vinto lo spareggio, l'Australia dovette affrontare un doppio incontro contro il Canada, seconda classificata del terzo turno delle qualificazioni della zona CONCACAF. La partita di andata fu giocata in Canada il 31 luglio 1993 e vide la vittoria del Canada per 2-1, mentre nella sfida di ritorno, giocato a Sydney il 15 agosto, l'Australia vinse per 2-1, portando così la sfida ai tempi supplementari, nel corso dei quali il punteggio non si sbloccò. Si andò ai tiri di rigore, che furono vinti dall'Australia con il risultato di 4-1. Vincendo l'incontro, la nazionale australiana si era così qualificata per lo spareggio contro la quinta classificata del girone della CONMEBOL, l'Argentina. L'andata, disputata a Sydney il 31 ottobre 1993, finì 1-1, mentre la gara di ritorno, disputatasi il 17 novembre, fu vinta per 1-0 dall'Argentina, che riuscì così a guadagnare un posto alla Coppa del mondo del 1994 negli Stati Uniti.

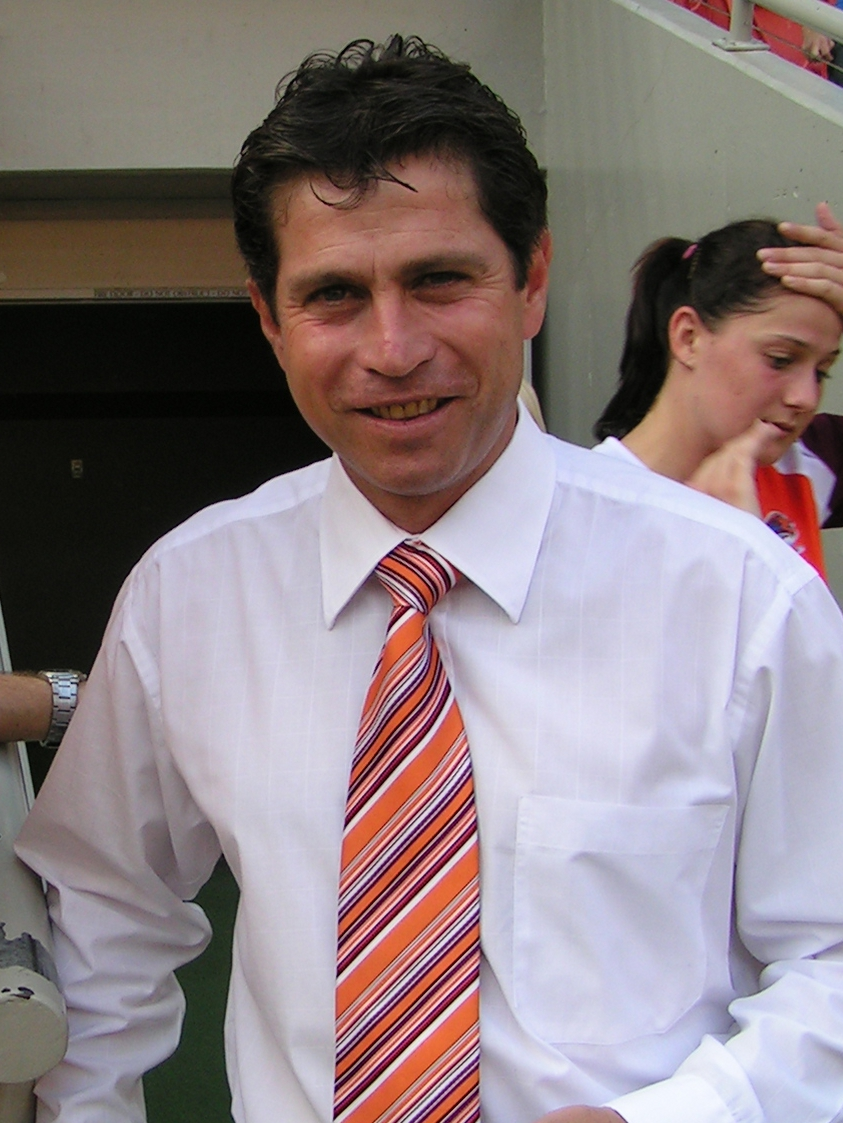
Frank Farina, alla guida della nazionale australiana dal 1999 al 2005

Nel novembre 1997, dopo aver vinto il girone di qualificazione dell'Oceania, l'Australia affrontò l'Iran in due partite, il vincitore delle quali si sarebbe guadagnato un posto alla fase finale dei mondiali di Francia 1998. L'Australia, allenata dall'inglese Terry Venables, riuscì a pareggiare 1-1 in trasferta la gara d'andata contro l'Iran così da dare l'impressione di aver ottenuto un vantaggio per la qualificazione al mondiale. Ciononostante, nella gara di ritorno disputatasi a Melbourne l'Iran riuscì a pareggiare con il punteggio 2-2 nei minuti finali dell'incontro e riuscì così a superare il turno, decisivo per la qualificazione a Francia 1998, grazie alla regola dei gol fuori casa.
Nonostante il fallimento, l'Australia poté riscattarsi nello stesso anno, giocando l'edizione del 1997 della Confederations Cup come vincitrice della Coppa d'Oceania 1996: batté per 3-1 il Messico, e pareggiò per 0-0 contro il Brasile campione del mondo. Riuscì a superare il girone come seconda classificata nonostante la sconfitta per 1-0 contro l'Arabia Saudita, qualificandosi per la semifinale contro l'Uruguay. La sfida con i sudamericani rimarrà sullo 0-0 fino ai tempi regolamentari, in cui l'australiano Harold Kewell sarà autore del golden gol della vittoria. Durante la finale contro il Brasile, la nazionale dell'Australia subì una schiacciante sconfitta per 6-0, pur risultando la prima e sinora unica nazione dell'OFC ad aver ottenuto il secondo posto nella Confederation Cup.
Nel 2001 l'Australia, nonostante non avesse avuto la possibilità di giocare con la formazione titolare, vinse comunque con facilità il girone di qualificazione della confederazione oceaniana. Tra i vari risultati si può ricordare una partita vinta con il risultato di 22-0 contro Tonga e un'altra vinta con il risultato record di 31-0 contro le Samoa Americane. Nonostante la mancanza di due giocatori fondamentali per la squadra oceaniana, Harry Kewell e Mark Viduka, l'Australia riuscì a vincere contro la Nuova Zelanda lo spareggio della zona OFC. Per accedere alla fase finale del mondiale 2002 dovette affrontare e vincere uno spareggio con la quinta classificata del girone di qualificazione sudamericano, l'Uruguay. Nella partita di andata a Melbourne l'Australia vinse per 1-0 grazie a un gol su rigore di Kevin Muscat, ma non riuscì a qualificarsi ai mondiali poiché perse per 3-0 la partita di ritorno a Montevideo.
Dopo questi mondiali la FIFA decise che, per accedere alla fase finale del torneo, la prima classificata delle qualificazioni oceaniane non avrebbe più dovuto disputare lo spareggio con la quinta del girone sudamericano. Qualche mese dopo, però, il massimo organo calcistico fece marcia indietro e questo causò non poche polemiche, anche a causa delle pressioni esercitate dalla federazione sudamericana, la CONMEBOL, che difatti si dimostrò (com'era immaginabile) molto soddisfatta di ciò.
Nonostante i deludenti risultati conseguiti ai mondiali o alle qualificazioni, l'Australia riuscì, nel corso di amichevoli o in altre competizioni, a ottenere buoni risultati contro forti squadre europee e sudamericane con vittorie nella Confederations Cup 2001; infatti batterà per 2-0 il Messico, e con un gol di Clayton Zane riuscirà a prevalere contro Francia per 1-0, sarà solo a causa della sconfitta per 1-0 contro la Corea del Sud che supererà il girone solo come seconda, venendo eliminata in semifinale dal Giappone per 1-0, ma ottenendo il bronzo in una simbolica rivalsa contro il Brasile ottenendo la vittoria per 1-0 con un gol di testa di Shaun Marphy. L'Australia pareggiò inoltre con la Francia per 1-1 a Melbourne nel novembre 2001, mentre nel 2003 vinse per 3-1 a Londra un'amichevole contro i rivali tradizionali dell'Inghilterra.
Nel 2004 la squadra fece i primi passi verso la qualificazione al campionato del mondo 2006 giocando per l'ultima volta la Coppa d'Oceania, le cui partite erano valide anche come qualificazioni oceaniane al mondiale. Il 6 giugno 2004, nell'ultimo incontro, la squadra pareggiò per 2-2 con le Isole Salomone, un risultato che permise ai Socceroos di chiudere il girone in testa alla classifica davanti alle Isole Salomone e alla Nuova Zelanda. Malgrado i neozelandesi fossero i favoriti dopo i Socceroos, grazie al secondo posto furono proprio i salomoniani a qualificarsi, insieme agli australiani, sia per la finale di Coppa d'Oceania che per il play-off che assegnava un posto per lo spareggio interzona con la quinta classificata della zona CONMEBOL, valido per l'accesso al mondiale di Germania. Il 9 ottobre 2004 l'Australia batté le Isole Salomone per 1-5 al Lawson Tama Stadium di Honiara e si impose, tre giorni dopo, anche nella sfida di ritorno al Sydney Football Stadium con il punteggio di 6-0, aggiudicandosi così la Coppa d'Oceania per la quarta e ultima volta.

### Confederations Cup 2005

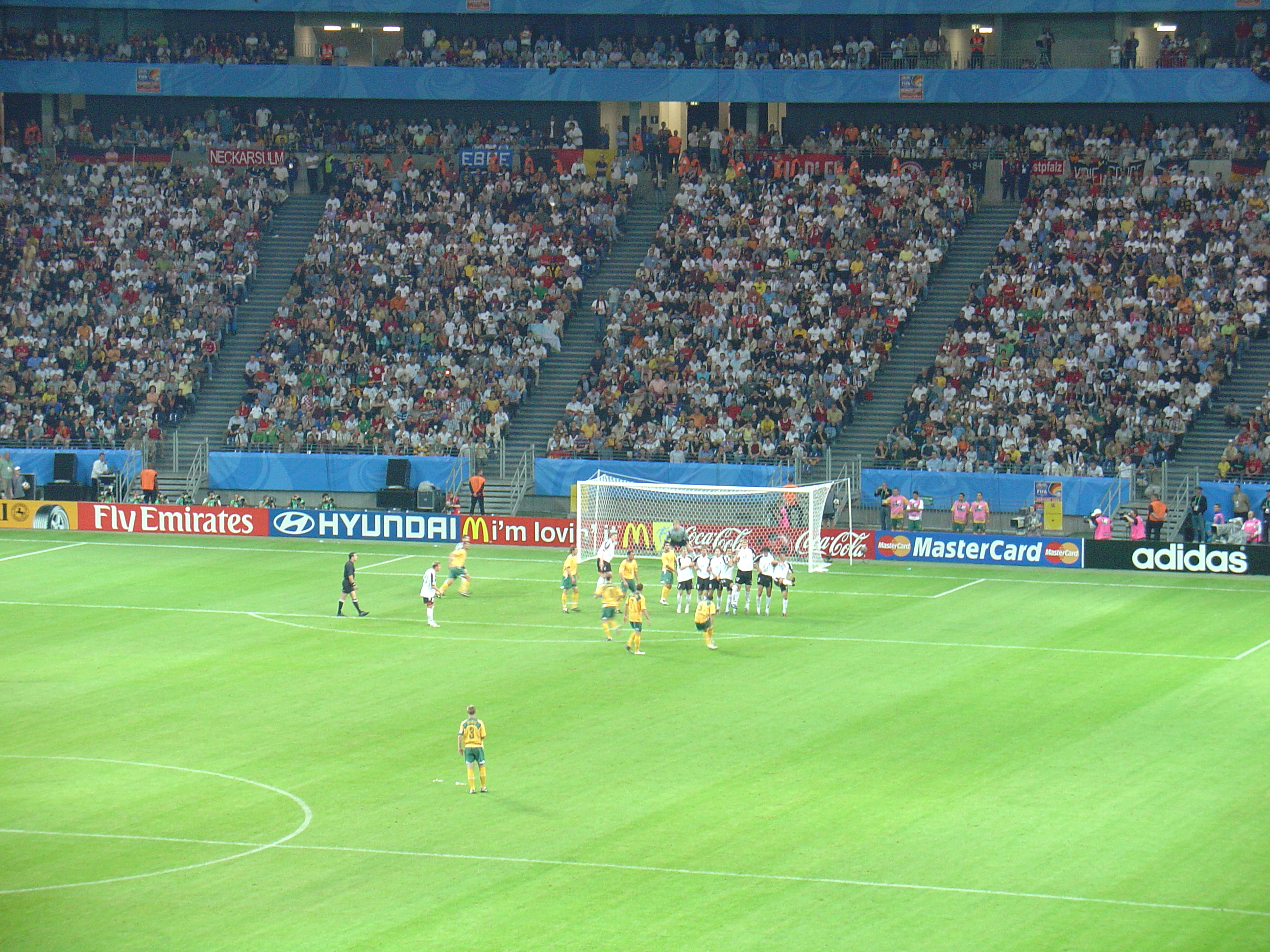
L'Australia affronta la nella Confederations Cup 2005

Nel giugno 2005 l'Australia partecipò poi, in qualità di campione d'Oceania, alla Confederations Cup 2005. Per gli australiani, alla terza apparizione nella competizione, il torneo che si svolse in Germania fu negativo: la nazionale collezionò tre sconfitte consecutive, contro Germania (4-3), Argentina (2-4) e Tunisia (0-2), chiudendo il proprio cammino nel girone all'ultimo posto in classifica. A causa delle crescenti critiche subite, il 29 giugno 2005 l'allenatore Frank Farina e la federazione interruppero consensualmente la loro collaborazione.

### Mondiale 2006

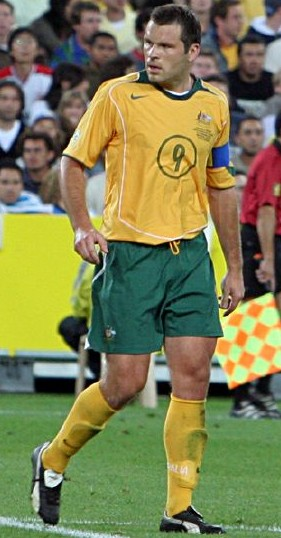
Mark Viduka in campo contro l' durante il play-off per l'accesso a

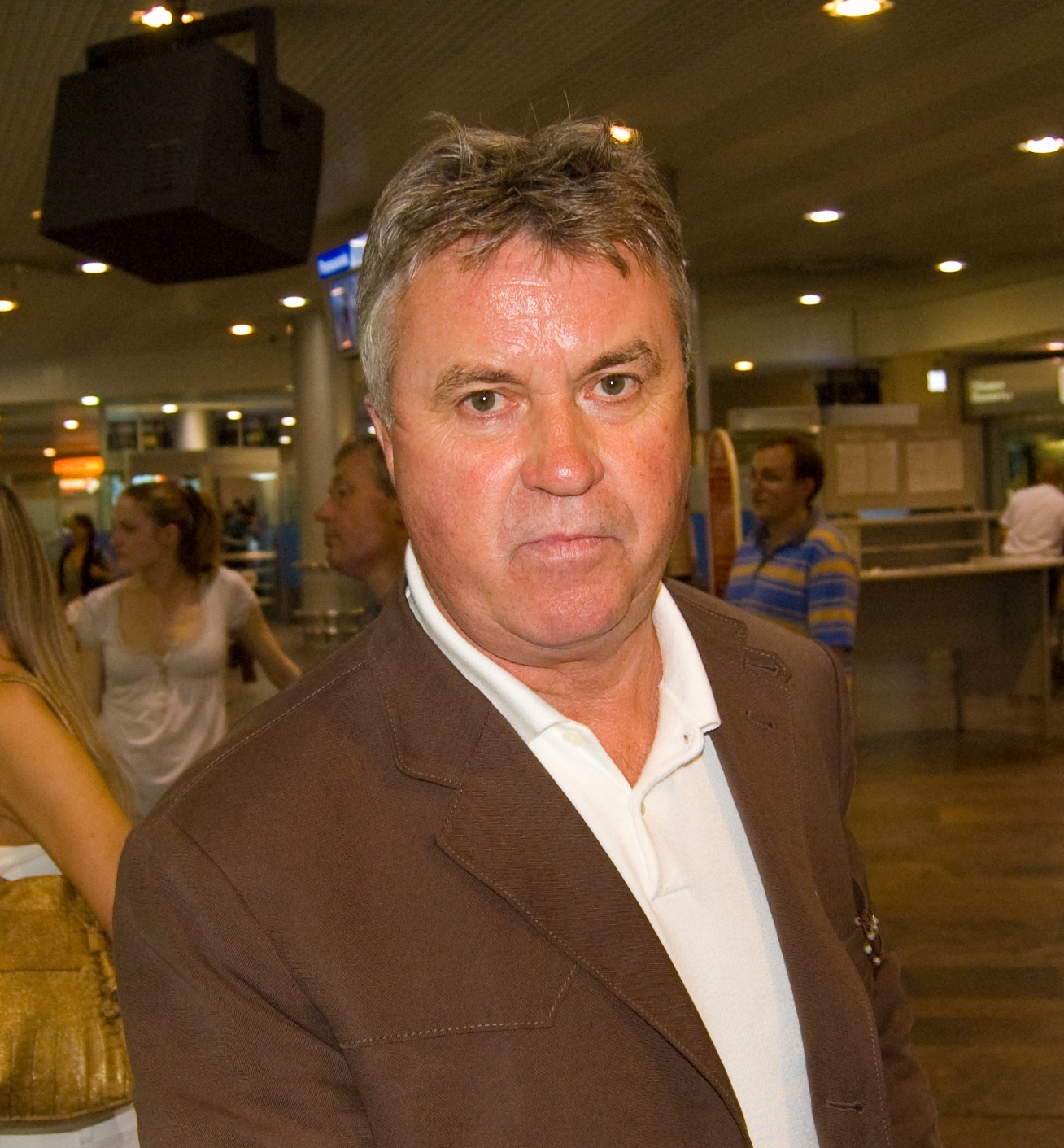
Guus Hiddink, CT dell'Australia dal luglio 2005 al giugno 2006

Il 22 luglio 2005 la FFA annunciò che il nuovo allenatore dell'Australia sarebbe stato Guus Hiddink, dopo molte speculazioni da parte dei media australiani sui potenziali candidati e dopo un prematuro annuncio dello stesso Hiddink, che combinava il ruolo di tecnico del PSV con quello di allenatore della nazionale australiana e che rimase sulla panchina dei Socceroos fino alla fine della Coppa del mondo 2006.
Hiddink esordì come CT il 3 settembre 2005 al Sydney Football Stadium, dove l'Australia sconfisse per 7-0 le Isole Salomone nell'andata del play-off che assegnava un posto per lo spareggio interzona contro la quinta classificata del girone CONMEBOL di qualificazione a Germania 2006. Vinta anche la gara di ritorno per 1-2 al Lawson Tama Stadium di Honiara il 6 settembre, l'Australia ottenne la certezza di contendere all'Uruguay un posto al mondiale tedesco. La squadra di Hiddink disputò poi alcune amichevoli. Nell'ottobre 2005 batté per 5-0 la Giamaica in amichevole a Londra: fu la vittoria più larga dell'Australia contro una nazionale che comparsa nella fase finale di mondiale.
La nazionale australiana, in quel momento 49ª nel ranking della FIFA, si recò dunque in Uruguay per giocare lo spareggio contro la nazionale locale, quinta classificata nel girone di qualificazioni CONMEBOL al mondiale di Germania e 18ª nella graduatoria della FIFA. Come nel 2001, lo spareggio con l'Uruguay non fu privo di polemiche. Temendo il ripetersi dei fatti di Montevideo del 2001, l'Australia annunciò che si sarebbe allenata a Buenos Aires, in Argentina, e che si sarebbe recata a Montevideo solo per disputare la partita. L'Uruguay chiese di anticipare di un giorno la prima partita, l'11 novembre. Tale richiesta fu respinta dall'Australia. L'Uruguay annunciò dunque lo spostamento in avanti di cinque ore del calcio d'inizio, fissandolo alle 21 ora locale del 12 novembre. Ciò allo stesso tempo avrebbe comportato per l'Australia la perdita del volo diretto per tornare a Sydney in vista della gara di ritorno e la possibilità per l'Uruguay di avere un giorno in più di preparazione per meglio affrontare la gara di ritorno contro l'Australia. Per dirimere la questione intervenne la FIFA, che ordinò di iniziare alle 18 ora locale come compromesso.
Grazie ad un gol di Darío Rodríguez, l'Uruguay vinse per 1-0 la partita di andata disputata all'Estadio Centenario Montevideo il 12 novembre 2005 di fronte a 55.000 spettatori. A Sydney, il 16 novembre, si disputò la partita di ritorno, di fronte a 82.698 spettatori accorsi allo Stadium Australia.
I primi 90 minuti di gioco finirono con il punteggio di 1-0 per l'Australia grazie a un gol di Mark Bresciano nel primo tempo. Si disputarono quindi i tempi supplementari, visto il punteggio complessivo di parità tra le due partite (1-1). Poiché il risultato rimase invariato si andò ai tiri di rigore, dove i Socceroos prevalsero con il risultato di 4-2, qualificandosi così per la fase finale del mondiale 2006 in Germania. Decisivi furono il portiere Mark Schwarzer, che riuscì a parare due rigori degli uruguaiani, e John Aloisi, autore del gol decisivo dal dischetto. La vittoria fu accolta da scene di gioia in tutto il paese per una qualificazione al mondiale che mancava da 32 anni.
L'Australia, che partecipò al mondiale 2006 come penultima classificata nel ranking FIFA tra le partecipanti, per prepararsi al torneo disputò delle amichevoli contro Croazia, Grecia e Olanda. A portare la squadra ai grandi livelli furono molti fattori: la tattica e la grande esperienza del tecnico Guus Hiddink, l'ottima preparazione fisica e mentale.
Nella rassegna tedesca i Socceroos esordirono il 12 giugno a Kaiserslautern contro il Giappone. Con tre gol negli ultimi sette minuti di gioco segnati da Tim Cahill (doppietta) e John Aloisi, entrambi subentrati nella ripresa, gli australiani ribaltarono il controverso gol del vantaggio del giapponese Shunsuke Nakamura (probabilmente viziato da un fallo) e vinsero per 3-1, ottenendo la prima storica vittoria nella fase finale di un mondiale. La seconda partita, il 18 giugno a Monaco di Baviera, oppose l'Australia al Brasile campione del mondo in carica. Malgrado il parziale di 0-0 all'intervallo, i brasiliani riuscirono a vincere per 2-0, segnando un gol al 90º minuto. La sfida decisiva per il passaggio del turno fu dunque quella del 22 giugno contro la Croazia a Stoccarda. Il pareggio per 2-2 ottenuto rimontando due volte il gol croato (reti di Craig Moore su calcio di rigore e di Harry Kewell) consentì ai Socceroos di superare, per la prima volta nella fase di un mondiale, la fase a gironi, come secondi classificati dietro al Brasile. Il 26 giugno, a Kaiserslautern, l'Australia, priva dell'infortunato Kewell, fu eliminata dall'Italia, ridotta in dieci uomini per l'espulsione di Marco Materazzi ma vittoriosa per 1-0 grazie ad un calcio di rigore ottenuto al 93º minuto da Fabio Grosso e segnato da Francesco Totti.
Nonostante l'eliminazione, il risultato della nazionale australiana al mondiale di Germania fu comunque molto soddisfacente, se si considera che la squadra era alla sua seconda partecipazione in una competizione di questo tipo. Hiddink portò il calcio totale olandese in Australia, con ritmi veloci, molto movimento, pressing alto e molti altri elementi. Tuttavia, come già previsto da tempo, lasciò la panchina dei Socceroos alla fine del mondiale per diventare il nuovo commissario tecnico della Russia e il suo posto fu preso da Graham Arnold, rimasto in carica ad interim in attesa della nomina del nuovo commissario tecnico.

### Ingresso nella Confederazione calcistica asiatica (AFC)
La Coppa d'Oceania 2004 fu l'ultima giocata dall'Australia. Molti commentatori e tifosi pensavano che l'unico modo per riuscire a migliorare qualitativamente la selezione australiana fosse quello di abbandonare l'Oceania Football Confederation. Il calcio, in Australia, si è sviluppato dando crescente importanza alle competizioni ufficiali piuttosto che alle partite amichevoli. I campionati continentali e le loro qualificazioni hanno costituito, infatti, la maggior fonte di partite ufficiali per le nazionali. Prendere parte ad una confederazione in cui partecipassero squadre più importanti rispetto alle modeste nazionali oceaniane servì ad abituare l'Australia ad affrontare avversari di spessore tecnico maggiore e ciò fu fondamentale per la crescita della nazionale.
Johnny Warren, stimato giornalista radiotelevisivo di calcio ed ex capitano dell'Australia, evidenziò il desiderio dell'Australia di unirsi alla confederazione calcistica asiatica, la AFC. Nonostante precedenti tentativi di aggregarsi a tale confederazione fossero sempre falliti, nel marzo 2005 una fuga di notizie proveniente da Tokyo indicò che la FFA stava trattando segretamente con l'AFC per questa questione e il 23 marzo il comitato esecutivo dell'AFC assunse la decisione unanime di invitare l'Australia ad unirsi all'AFC.
Il presidente dell'AFC, Mohammed Bin Hammam, espresse le ragioni della decisione in questi termini:
Il 17 aprile 2005 il comitato esecutivo dell'OFC appoggiò all'unanimità il trasferimento proposto dall'Australia, che la FIFA approvò il successivo 30 giugno, in attesa di renderlo effettivo a partire dal 1º gennaio 2006. L'Australia partecipò pertanto alle qualificazioni della Coppa d'Asia 2007, iniziate nel febbraio 2006. Inserita nel gruppo D di qualificazione alla Coppa d'Asia 2007 insieme a Bahrein, Libano e Kuwait, l'Australia esordì il 22 febbraio 2006 battendo per 3-1 il Bahrein, nella prima partita ufficiale da membro della Asian Football Confederation.

### Successi continentali

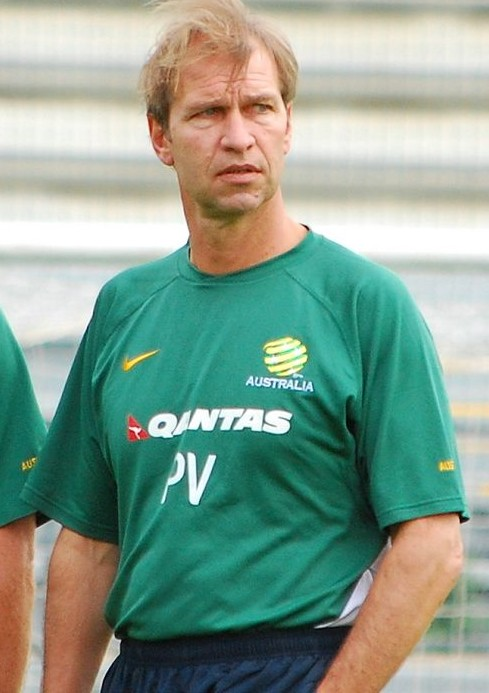
Pim Verbeek, commissario tecnico della nazionale australiana dal 2007 al 2010

Il 16 agosto 2006 l'Australia si qualificò per la Coppa d'Asia 2007 battendo per 2-0 il Kuwait. Guidata dal CT Graham Arnold, la nazionale, comprendente 15 reduci di Germania 2006, fu inserita nel gruppo A della fase finale, insieme a Thailandia, Oman e Iraq. Dopo il sofferto pari (1-1) all'esordio contro l'Oman, ottenuto grazie ad un gol al 92º minuto del subentrato Tim Cahill, seguì una sconfitta per 3-1 contro l'Iraq poi vincitore della competizione (l'unico gol australiano, quello del temporaneo pareggio, fu di Mark Viduka). Nel terzo incontro della fase a gironi l'Australia sconfisse per 4-0 la Thailandia, una delle nazioni ospitanti (doppiette di Michael Beauchamp e Harry Kewell), qualificandosi dunque per i quarti di finale, dove fu eliminata dal Giappone, vincitore per 4-3 ai tiri di rigore (0-0 dopo i tempi supplementari). Furono fatali gli errori dagli undici metri di Harry Kewell e Lucas Neill.
L'11 settembre 2007, al Melbourne Cricket Ground, l'Australia fu sconfitta per 1-0 in amichevole dall'Argentina. Fu l'ultima partita del CT Graham Arnold, che inizialmente pareva destinato a essere sostituito dall'olandese Dick Advocaat, che tuttavia tornò sui propri passi, malgrado un contratto già stipulato con la federcalcio australiana. Per la partita amichevole contro la Nigeria a Loftus Road subentrò quindi Rob Baan, che condusse i suoi alla vittoria (1-0).
Il 6 dicembre 2007 la federcalcio australiana nominò l'olandese Pim Verbeek nuovo CT della nazionale.
Nel febbraio 2009 iniziarono le qualificazioni AFC al campionato del mondo 2010. L'Australia, inserita in un girone con Qatar, Iraq e Cina, raggruppamento che i media definirono "gruppo della morte", esordì con una vittoria per 3-0 contro il Qatar al Docklands Stadium di Melbourne, nel primo incontro ufficiale con il CT Verbeek. Una settimana dopo la nazionale balzò al 38º posto del ranking FIFA. Pareggiato a reti bianche l'incontro in trasferta con la Cina (Mark Schwarzer parò un rigore agli avversari negli ultimi minuti di gioco), il 1º giugno 2009 la squadra batté l'Iraq per 1-0 al Brisbane Stadium di Brisbane (gol di Harry Kewell). Il match di ritorno contro l'Iraq, giocato a Dubai, vide la vittoria irachena (1-0 con gol di Emad Mohammed). Il 14 giugno, a Doha, i Socceroos sconfissero per 3-1 il Qatar e conseguirono così la terza qualificazione al campionato mondiale. A qualificazione già ottenuta, persero per 1-0 in casa contro la Cina.
Al campionato del mondo 2010 in Sudafrica la nazionale australiana fu inserita nel gruppo D assieme a Serbia, Ghana e Germania. Già all'inizio del mondiale l'obiettivo era superare il turno come nel 2006, ma il raggiungimento di questo traguardo sarebbe stato più difficile rispetto al mondiale precedente. All'esordio l'Australia subì un netto 4-0 dalla Germania. Nella seconda partita con il Ghana passò in vantaggio grazie al gol di Brett Holman ma subì il pareggio su rigore. Buona parte della partita la giocò in 10 per l'espulsione di Harry Kewell. La situazione avvantaggiava il Ghana, che però andò in svantaggio con la Germania, mentre nell'altra partita l'Australia, arrembante, prima passò in vantaggio con Tim Cahill e poi raddoppiò immediatamente con un gol di Brett Holman. All'Australia bastava un gol per qualificarsi, ma proprio negli ultimi minuti la Serbia segnò il gol del 2-1 che tagliò le gambe agli oceaniani. L'Australia fu eliminata arrivando terza a pari punti con il Ghana, che passò per una migliore differenza reti.
Dopo il mondiale sudafricano, la panchina dell'Australia fu affidata ad interim al tedesco Han Berger, per poi passare ad Holger Osieck.
Nell'edizione del 2011 della Coppa d'Asia in Qatar gli australiani vinsero il proprio girone battendo l'India per 4-0, pareggiando per 1-1 con la Corea del Sud e vincendo per 1-0 contro il Bahrein. Nei quarti di finale superarono i campioni uscenti dell'Iraq con un gol di Kewell, messo a segno negli ultimi minuti dei tempi supplementari. In semifinale travolsero l'Uzbekistan per 6-0, guadagnando per la prima volta l'accesso alla finale del torneo continentale, dove furono battuti per 1-0 dopo i supplementari dal Giappone allenato da Alberto Zaccheroni.
L'Australia iniziò il cammino verso il campionato del mondo 2014 il 2 settembre 2011 contro la Thailandia, battuta in rimonta per 2-1 con un gol di Kennedy. La seconda partita fu vinta contro l'Arabia Saudita (3-1, doppietta di Kennedy e Wilkshire) e la terza contro l'Oman (3-0, Jedinak, Kennedy e Holman). Nel ritorno fu sconfitta 1-0 dall'Oman, ma vinse con la Thailandia (1-0) e Arabia Saudita (4-2). Vinto il girone, nel turno successivo pareggiò per 0-0 con l'Oman l'8 giugno 2012 e per 1-1 il 12 giugno con il Giappone di Alberto Zaccheroni, e perse con la Giordania (2-1) e vinse in Iraq per 2-1. Nel ritorno con due pareggi e due vittorie (2-2 contro l'Oman, 1-1 con il Giappone, 4-0 contro la Giordania e 1-0 contro l'Iraq il 18 giugno 2013) ottenne la qualificazione al mondiale 2014 come seconda nel proprio girone.

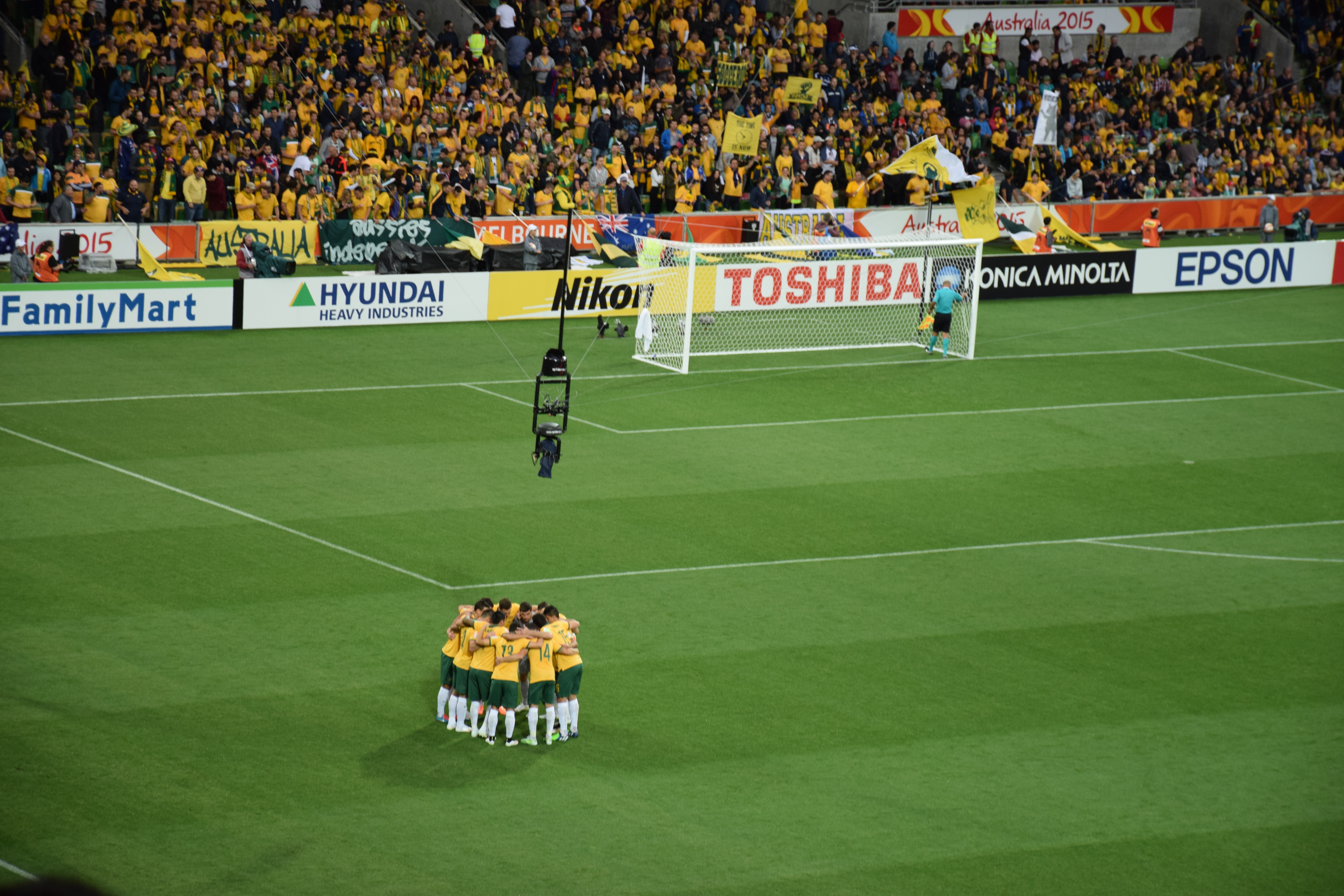
L'Australia in campo contro il nella prima partita della Coppa d'Asia 2015

Nell'ottobre 2013 fu ufficializzata la nomina a C.T. di Ange Postecoglou, chiamato a ringiovanire una squadra invecchiata, che faceva troppo affidamento sui reduci del mondiale del 2006 e che aveva conseguito negli ultimi tempi risultati modesti, tra cui due pesanti sconfitte consecutive (6-0) contro Brasile e Francia. Nel gennaio 2014 il nuovo allenatore esordì battendo in amichevole la Costa Rica per 1-0 (gol di Tim Cahill).
Nella fase finale del mondiale, in Brasile, l'Australia fu inserita nel girone B con i campioni del mondo della Spagna, i vicecampioni dei Paesi Bassi ed il Cile. L'esordio fu contro i cileni, che vinsero per 3-1 (gol australiano di Cahill). La seconda partita, persa per 3-2 contro l'Olanda (Cahill ancora a segno con un grandissimo gol al volo), sancì l'eliminazione al primo turno. L'Australia perse anche l'ultima gara contro la Spagna, anch'essa già eliminata prima dell'incontro, per 3-0.
L'Australia ospitò poi la Coppa d'Asia 2015, partecipando per la seconda volta consecutiva al torneo. Vinse agevolmente contro il Kuwait (4-1) e l'Oman (4-0), qualificandosi in anticipo per la fase successiva. Nell'ultimo match del girone fu sconfitta dalla Corea del Sud, cedendole il primo posto nel raggruppamento. Nei quarti di finale ebbe la meglio sulla Cina, battendola per 2-0, e in semifinale sugli Emirati Arabi Uniti, battuti ancora per 2-0, arrivando così a disputare la finale continentale per la seconda volta consecutiva. Il 31 gennaio 2015 allo Stadium Australia di Sydney batté la Corea del Sud per 2-1 dopo i tempi supplementari, vincendo il suo primo titolo continentale e qualificandosi pertanto per la Confederations Cup 2017.
Nella Confederations Cup, disputatasi in Russia nel giugno 2017, l'Australia uscì al primo turno, dopo aver raccolto una sconfitta (contro la Germania) e due pareggi (contro Camerun e Cile) nelle tre partite del girone eliminatorio.
Inserita in un girone di qualificazione al campionato del mondo 2018 comprendente la Giordania, il Tagikistan, il Bangladesh e il Kirghizistan, ottenne il primo posto con sette vittorie e una sconfitta in sei partite. Nella seconda fase si piazzò terza nel proprio girone, a un punto dal Giappone capolista e a pari merito con l'Arabia Saudita, che come i nipponici si qualificò direttamente per la fase finale del mondiale grazie ad una differenza reti favorevole rispetto agli australiani, costretti a spareggiare nell'ottobre 2017 con la Siria (terza nell'altro girone) per un posto nello spareggio interzona contro la quarta classificata del girone del Nord e Centro America. Dopo l'1-1 allo stadio Hang Jebat di Krubong, in Malaysia, l'Australia vinse per 2-1 dopo i tempi supplementari e ottenne l'accesso al turno successivo di qualificazione, lo spareggio interzona contro l'Honduras. Nel novembre 2017, dopo lo 0-0 di Tegucigalpa, l'Australia batté per 3-1 gli honduregni a Sydney e si qualificò per la fase finale di un mondiale per la quinta volta. A qualificazione ottenuta, Postecoglu lasciò l'incarico di CT dopo quattro anni e fu sostituito, nel gennaio 2018, da Bert van Marwijk. Sotto la sua guida l'Australia, inserita nel girone con Francia, Perù e Danimarca, uscì al primo turno del mondiale di Russia 2018, dopo aver perso contro i francesi (2-1), pareggiato contro i danesi (1-1) e perso contro i peruviani (2-0). Come noto dall'8 marzo 2018, alla fine del mondiale il CT van Marwijk fu sostituito dal rientrante Graham Arnold.
Il primo posto nel girone di qualificazione al mondiale 2018 valse all'Australia la qualificazione alla fase finale della Coppa d'Asia 2019, alla quale la squadra allenata da Graham Arnold si presentò da campione in carica. Negli Emirati Arabi Uniti la formazione australiana fu clamorosamente sconfitta per 1-0 dalla Giordania, poi vinse per 3-0 contro la Palestina e piegò per 3-2 la Siria, qualificandosi agli ottavi di finale, dove eliminò l'Uzbekistan per 4-2 ai tiri di rigore (0-0 dopo i tempi supplementari), per poi cadere ai quarti di finale contro i padroni di casa degli Emirati Arabi Uniti, vittoriosi per 1-0.
Nelle qualificazioni al campionato del mondo 2022 l'Australia vinse per la prima volta tutte le partite del girone di secondo turno, approdando al terzo turno. Qui si classificò terza nel girone, ottenendo un posto nel play-off contro gli Emirati Arabi Uniti, terza classificata dell'altro girone asiatico di terzo turno. Nel giugno 2022, vincendo per 2-1 allo stadio Ahmed bin Ali di Ar Rayyan, in Qatar, i Socceroos ebbero accesso allo spareggio interzona di qualche giorno dopo contro il Perù, che allo stadio Ahmed bin Ali fu sconfitto per 5-4 ai tiri di rigore (0-0 dopo i tempi supplementari): per l'Australia fu la quinta qualificazione consecutiva alla fase finale del campionato del mondo. Nella fase finale del torneo la squadra superò la fase a gironi come seconda classificata nel raggruppamento, dopo aver perso contro la Francia (1-4) e vinto contro Tunisia (1-0) e Danimarca (1-0), poi fu eliminata agli ottavi di finale dall'Argentina (1-2).

## Divisa e colori
La nazionale australiana di calcio adotta una maglia gialla con risvolti verdi, pantaloncini verdi e calzettoni gialli. Pur non essendo riconosciuto da nessun altro organo federale né dalle Nazioni Unite, gli australiani adottano un vessillo formato da due bande orizzontali di colore giallo e verde, colori che rappresentano rispettivamente il sole e la terra, a tratti ancora vergine, del nuovissimo continente. Tra l'altro anche altre nazionali sportive del paese australiano, come quelle del rugby e del cricket adottano quei colori.

## Statistiche dettagliate sui tornei internazionali

### Mondiali
| Anno | Luogo                    | Piazzamento      | V | N | P | Gol |
| ---- | ------------------------ | ---------------- | - | - | - | --- |
| 1930 | Uruguay                  | Non iscritta     | - | - | - | -   |
| 1934 | Italia                   | Non iscritta     | - | - | - | -   |
| 1938 | Francia                  | Non iscritta     | - | - | - | -   |
| 1950 | Brasile                  | Non iscritta     | - | - | - | -   |
| 1954 | Svizzera                 | Non iscritta     | - | - | - | -   |
| 1958 | Svezia                   | Non iscritta     | - | - | - | -   |
| 1962 | Cile                     | Non iscritta     | - | - | - | -   |
| 1966 | Inghilterra              | Non qualificata  | - | - | - | -   |
| 1970 | Messico                  | Non qualificata  | - | - | - | -   |
| 1974 | Germania Ovest           | Primo turno      | 0 | 1 | 2 | 0:5 |
| 1978 | Argentina                | Non qualificata  | - | - | - | -   |
| 1982 | Spagna                   | Non qualificata  | - | - | - | -   |
| 1986 | Messico                  | Non qualificata  | - | - | - | -   |
| 1990 | Italia                   | Non qualificata  | - | - | - | -   |
| 1994 | Stati Uniti              | Non qualificata  | - | - | - | -   |
| 1998 | Francia                  | Non qualificata  | - | - | - | -   |
| 2002 | Corea del Sud / Giappone | Non qualificata  | - | - | - | -   |
| 2006 | Germania                 | Ottavi di finale | 1 | 1 | 2 | 5:6 |
| 2010 | Sudafrica                | Primo turno      | 1 | 1 | 1 | 3:6 |
| 2014 | Brasile                  | Primo turno      | 0 | 0 | 3 | 3:9 |
| 2018 | Russia                   | Primo turno      | 0 | 1 | 2 | 2:5 |
| 2022 | Qatar                    | Ottavi di finale | 2 | 0 | 2 | 4:6 |

### Confederations Cup
| Anno | Luogo                    | Piazzamento     | V | N | P | Gol  |
| ---- | ------------------------ | --------------- | - | - | - | ---- |
| 1992 | Arabia Saudita           | Non invitata    | - | - | - | -    |
| 1995 | Arabia Saudita           | Non invitata    | - | - | - | -    |
| 1997 | Arabia Saudita           | Secondo posto   | 2 | 1 | 2 | 4:8  |
| 1999 | Messico                  | Non qualificata | - | - | - | -    |
| 2001 | Corea del Sud / Giappone | Terzo posto     | 3 | 0 | 2 | 4:2  |
| 2003 | Francia                  | Non qualificata | - | - | - | -    |
| 2005 | Germania                 | Primo turno     | 0 | 0 | 3 | 5:10 |
| 2009 | Sudafrica                | Non qualificata | - | - | - | -    |
| 2013 | Brasile                  | Non qualificata | - | - | - | -    |
| 2017 | Russia                   | Primo turno     | 0 | 2 | 1 | 4:5  |

### Coppa d'Oceania
| Anno | Luogo                  | Piazzamento      | V | N | P | Gol  |
| ---- | ---------------------- | ---------------- | - | - | - | ---- |
| 1973 | Nuova Zelanda          | Non partecipante |   |   |   |      |
| 1980 | Nuova Caledonia        | Campione         | 4 | 0 | 0 | 24:2 |
| 1996 | nessun Paese ospitante | Campione         | 3 | 1 | 0 | 14:0 |
| 1998 | Australia              | Secondo posto    | 3 | 0 | 1 | 23:3 |
| 2000 | Polinesia francese     | Campione         | 4 | 0 | 0 | 26:0 |
| 2002 | Nuova Zelanda          | Secondo posto    | 4 | 0 | 1 | 23:2 |
| 2004 | Australia              | Campione         | 6 | 1 | 0 | 32:4 |

### Coppa d'Asia
| Anno | Luogo                                   | Piazzamento      | V | N | P | Gol  |
| ---- | --------------------------------------- | ---------------- | - | - | - | ---- |
| 2007 | Indonesia/ Malaysia Thailandia/ Vietnam | Quarti di finale | 1 | 1 | 2 | 7:5  |
| 2011 | Qatar                                   | Secondo posto    | 4 | 1 | 1 | 13:2 |
| 2015 | Australia                               | Campione         | 5 | 0 | 1 | 14:3 |
| 2019 | Emirati Arabi Uniti                     | Quarti di finale | 2 | 1 | 2 | 6:4  |
| 2023 | Qatar                                   | Quarti di finale | 3 | 1 | 1 | 9:3  |

## Palmarès
- Coppa d'Asia: 1

2015
- Coppa d'Oceania: 4

1980, 1996, 2000, 2004

## Rosa attuale
Lista dei convocati per la doppia sfida d i qualificazione al campionato mondiale di calcio 2026 contro il Libano del 21 e 26 marzo 2024.
Statistiche aggiornate al termine della prima gara
|  | P | Mathew Ryan        | 8 aprile 1992    | 92 | -84 | Roma              |  |  |
|  | P | Joe Gauci          | 4 luglio 2000    | 2  | -1  | Aston Villa       |  |  |
|  | P | Tom Glover         | 24 dicembre 1997 | 0  | 0   | Middlesbrough     |  |  |
|  |   |                    |                  |    |     |                   |  |  |
|  | D | Harry Souttar      | 22 ottobre 1998  | 28 | 11  | Leicester City    |  |  |
|  | D | Kye Rowles         | 24 giugno 1998   | 19 | 1   | Hearts            |  |  |
|  | D | Jordan Bos         | 29 ottobre 2002  | 13 | 1   | Westerlo          |  |  |
|  | D | Nathaniel Atkinson | 13 giugno 1999   | 13 | 0   | Hearts            |  |  |
|  | D | Cameron Burgess    | 21 ottobre 1995  | 7  | 0   | Ipswich Town      |  |  |
|  | D | Gethin Jones       | 13 ottobre 1995  | 4  | 0   | Bolton            |  |  |
|  | D | Thomas Deng        | 20 marzo 1997    | 3  | 0   | Albirex Niigata   |  |  |
|  |   |                    |                  |    |     |                   |  |  |
|  | C | Jackson Irvine     | 7 marzo 1993     | 67 | 11  | St. Pauli         |  |  |
|  | C | Ajdin Hrustic      | 5 luglio 1996    | 25 | 3   | Heracles Almelo   |  |  |
|  | C | Riley McGree       | 2 novembre 1998  | 25 | 1   | Middlesbrough     |  |  |
|  | C | Connor Metcalfe    | 5 novembre 1999  | 20 | 0   | St. Pauli         |  |  |
|  | C | Keanu Baccus       | 7 giugno 1998    | 18 | 1   | St. Mirren        |  |  |
|  | C | Joshua Nisbet      | 15 giugno 1999   | 0  | 0   | C.C. Mariners     |  |  |
|  | C | Patrick Yazbek     | 5 aprile 2002    | 0  | 0   | Viking            |  |  |
|  |   |                    |                  |    |     |                   |  |  |
|  | A | Mitchell Duke      | 18 gennaio 1991  | 38 | 12  | Machida Zelvia    |  |  |
|  | A | Craig Goodwin      | 16 dicembre 1991 | 24 | 4   | Al-Wahda          |  |  |
|  | A | Adam Taggart       | 2 giugno 1993    | 17 | 6   | Perth Glory       |  |  |
|  | A | Brandon Borrello   | 25 luglio 1995   | 11 | 2   | Western Sydney    |  |  |
|  | A | Bruno Fornaroli    | 7 settembre 1987 | 7  | 0   | Melbourne Victory |  |  |
|  | A | Samuel Silvera     | 25 ottobre 2000  | 5  | 0   | Middlesbrough     |  |  |
|  | A | Kusini Yengi       | 15 gennaio 1999  | 5  | 0   | Portsmouth        |  |  |
|  | A | John Iredale       | 1º agosto 1999   | 1  | 0   | Wehen Wiesbaden   |  |  |

## Record di squadra
L'Australia detiene tuttora il record di vittoria con maggiore scarto in partite tra nazionali, avendo sconfitto per 31-0 le Samoa Americane in una partita dell'11 aprile 2001 valida per le qualificazioni al campionato del mondo 2002. In quel match Archie Thompson fu autore di ben 13 gol, mentre 8 furono le marcature di David Zdrilić. Con quella vittoria l'Australia batté il precedente primato di vittoria più larga stabilita da una nazionale di calcio, stabilito dalla stessa compagine australiana appena due giorni prima, il 9 aprile 2001, grazie ad un successo per 22-0 contro Tonga, sempre nelle qualificazioni al mondiale del 2002. Le due vittorie superarono il precedente record del Kuwait, che il 14 febbraio 2000 aveva battuto per 20-0 il Bhutan. Grazie ai 13 gol e agli 8 gol segnati, Thompson e Zdrilić superarono congiuntamente il precedente primato di gol segnati in una sola partita tra nazionali, detenuto dall'australiano Gary Cole, autore di 7 gol contro le Figi nel 1981, e dall'iraniano Karim Bagheri, autore di 7 gol con l'Iran contro le Maldive nel 1997.

## Record individuali
Il primatista di presenze con la maglia dell'Australia è, con 109 partite giocate, il portiere Mark Schwarzer, tra l'altro, anche il primo calciatore a superare il traguardo delle 100 presenze in nazionale.
Tim Cahill detiene, invece, il record di marcature con 50 gol segnati, seguito da Damian Mori e Archie Thompson.
Dati aggiornati al 10 giugno 2025.

### Record di presenze

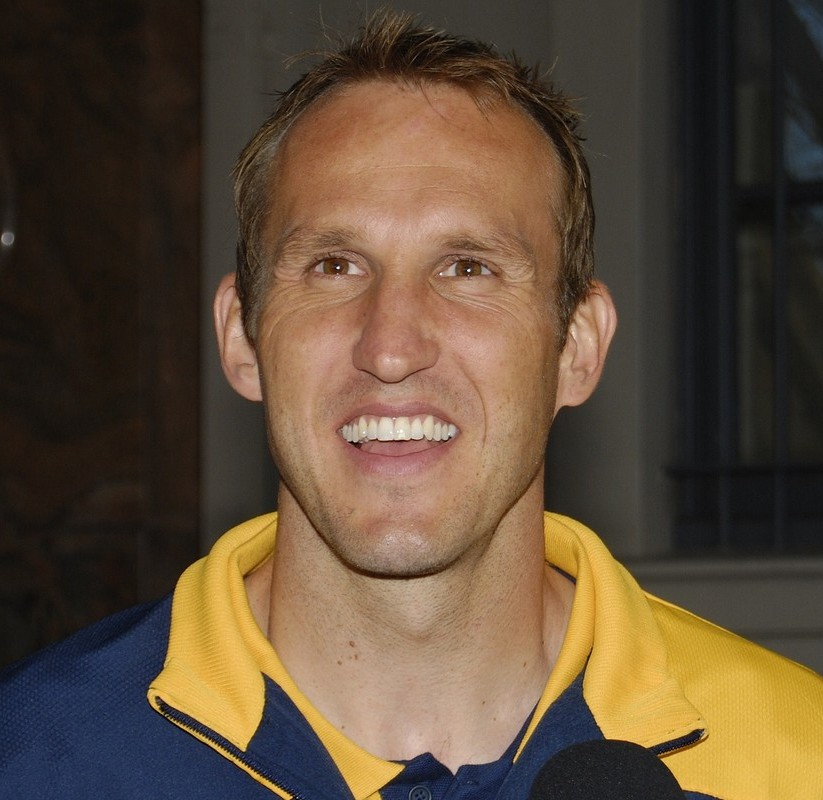
Il portiere Mark Schwarzer è il primatista di presenze con la nazionale australiana

| Pos. | Giocatore      | Presenze | Reti | Periodo   |
| ---- | -------------- | -------- | ---- | --------- |
| 1    | Mark Schwarzer | 109      | 0    | 1993-2013 |
| 2    | Tim Cahill     | 108      | 50   | 2004-2018 |
| 4    | Mathew Ryan    | 100      | 0    | 2012-     |
| 5    | Lucas Neill    | 96       | 1    | 1996-2013 |
| 4    | Brett Emerton  | 95       | 20   | 1998-2012 |
| 6    | Alex Tobin     | 87       | 2    | 1988-1998 |
| 7    | Paul Wade      | 84       | 10   | 1986-1996 |
| 7    | Mark Bresciano | 84       | 13   | 2001-2015 |
| 9    | Aziz Behich    | 81       | 3    | 2012-     |
| 10   | Luke Wilkshire | 80       | 8    | 2004-2014 |
| 10   | Mark Milligan  | 80       | 6    | 2006-2019 |

### Record di reti

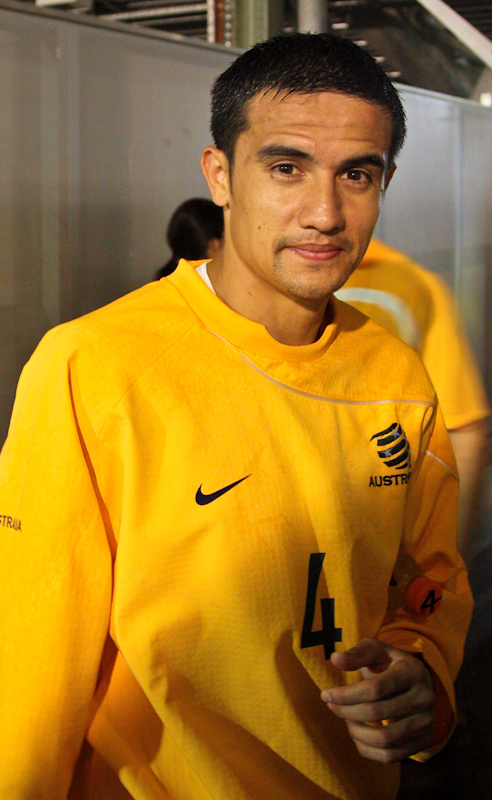
Il centrocampista Tim Cahill è il primatista di reti con la nazionale australiana

| Pos. | Nome            | Reti | Presenze | Periodo   |
| ---- | --------------- | ---- | -------- | --------- |
| 1    | Tim Cahill      | 50   | 108      | 2004-2018 |
| 2    | Damian Mori     | 29   | 45       | 1992-2002 |
| 3    | Archie Thompson | 28   | 53       | 2001-2013 |
| 4    | John Aloisi     | 27   | 55       | 1993-2008 |
| 5    | John Kosmina    | 25   | 60       | 1977-1988 |
| 5    | Attila Abonyi   | 25   | 61       | 1967-1977 |
| 7    | David Zdrilić   | 20   | 30       | 1997-2010 |
| 7    | Brett Emerton   | 20   | 95       | 1998-2012 |
| 7    | Mile Jedinak    | 20   | 79       | 2008-2018 |
| 10   | Graham Arnold   | 19   | 56       | 1985-1997 |

### Plurimarcatori in una singola partita
- 13 reti - Archie Thompson, contro le  Samoa Americane, 2001
- 8 - David Zdrilić, contro le Samoa Americane, 2001
- 7 - Gary Cole, contro le  Figi, 1981

## Commissari tecnici
- N. Gillespie (1947)
- Tom Langridge (1947)
- Tom Jack (1950)
- Harry Brophy (1954-1955)
- Joe Marston (1958)
- Tiko Jelisavčić (1965)
- Jozef Vengloš (1965-1967)
- Joe Vlasits (1967-1969)
- Ralé Rasic (1970-1974)
- Brian Green (1976)[12]
- Jim Shoulder (1976-1978)
- Rudi Gutendorf (1979-1981)
- Les Scheinflug (1981-1983)
- Les Scheinflug (interim) (1983)
- Frank Arok (1983-1989)[13]
- Les Scheinflug (interim) (1990)
- Eddie Thomson (1990-1996)[14]

- Les Scheinflug (interim) (1992)
- Vic Fernández (interim) (1992)
- Les Scheinflug (interim) (1994)
- Raul Blanco (interim) (1996)
- Terry Venables (1997-1998)
- Raul Blanco (interim) (1998-1999)
- Frank Farina (1999-2005)
- Guus Hiddink (2005-2006)
- Graham Arnold (interim) (2006-2007)
- Rob Baan (interim) (2007)
- Pim Verbeek (2007-2010)
- Han Berger (interim) (2010)
- Holger Osieck (2010-2013)[15][16]
- Aurelio Vidmar (interim) (2013)[16]
- Ange Postecoglou (2013-2017)
- Bert van Marwijk (2018)
- Graham Arnold (2018-2024)
- Tony Popović (2024-in carica)

## Tutte le rose

### Mondiali
Coppa del Mondo FIFA 19741 Reilly, 2 Utjesenović, 3 Wilson, 4 Schäfer, 5 Curran, 6 Richards, 7 Rooney, 8 Mackay, 9 Warren, 10 Manuel, 11 Abonyi, 12 Alston, 13 Ollerton, 14 Tolson, 15 Williams, 16 Rudić, 17 Harding, 18 Watkiss, 19 Campbell, 20 Buljević, 21 Milisavjevic, 22 Maher, CT: Rašić
Coppa del Mondo FIFA 20061 Schwarzer, 2 Neill, 3 Moore, 4 Cahill, 5 Čulina, 6 Popović, 7 Emerton, 8 Skoko, 9 Viduka, 10 Kewell, 11 Lazaridis, 12 Čović, 13 Grella, 14 Chipperfield, 15 Aloisi, 16 Beauchamp, 17 Thompson, 18 Kalac, 19 Kennedy, 20 Wilkshire, 21 Sterjovski, 22 Milligan, 23 Bresciano, CT: Hiddink
Coppa del Mondo FIFA 20101 Schwarzer, 2 Neill, 3 Moore, 4 Cahill, 5 Čulina, 6 Beauchamp, 7 Emerton, 8 Wilkshire, 9 Kennedy, 10 Kewell, 11 Chipperfield, 12 Federici, 13 Grella, 14 Holman, 15 Jedinak, 16 Valeri, 17 Rukavytsya, 18 Galeković, 19 Garcia, 20 Milligan, 21 Carney, 22 Vidošić, 23 Bresciano, CT: Verbeek
Coppa del Mondo FIFA 20141 Ryan, 2 Franjić, 3 Davidson, 4 Cahill, 5 Milligan, 6 Špiranović, 7 Leckie, 8 Wright, 9 Taggart, 10 Halloran, 11 Oar, 12 Langerak, 13 Bozanic, 14 Troisi, 15 Jedinak, 16 Holland, 17 McKay, 18 Galeković, 19 McGowan, 20 Vidošić, 21 Luongo, 22 Wilkinson, 23 Bresciano, CT: Postecoglou
Coppa del Mondo FIFA 20181 Ryan, 2 Degenek, 3 Meredith, 4 Cahill, 5 Milligan, 6 Jurman, 7 Leckie, 8 Luongo, 9 Jurić, 10 Kruse, 11 Nabbout, 12 Jones, 13 Mooy, 14 Maclaren, 15 Jedinak, 16 Behich, 17 Arzani, 18 Vukovic, 19 Risdon, 20 Sainsbury, 21 Petratos, 22 Irvine, 23 Rogić, CT: van Marwijk
Coppa del Mondo FIFA 20221 Ryan, 2 Degenek, 3 Atkinson, 4 Rowles, 5 Karačić, 6 Tilio, 7 Leckie, 8 Wright, 9 Maclaren, 10 Hrustic, 11 Mabil, 12 Redmayne, 13 Mooy, 14 McGree, 15 Duke, 16 Behich, 17 Devlin, 18 Vukovic, 19 Souttar, 20 Deng, 21 Kuol, 22 Irvine, 23 Goodwin, 24 King, 25 Cummings, 26 Baccus, CT: Arnold

### Coppa dell'Oceania
Coppa d'Oceania 19801 Davidson, 2 Bertogna, 3 Moulis, 4 Krnčević, 5 Christopoulos, 6 Woodhouse, 7 Hunter, 8 Brusasco, 9 Kay, 10 Raskopoulos, 11 Sharne, 12 Blair, 13 Hogg, 14 Selemidis, 15 Bozanic, 16 Banovic, CT: Gutendorf
Coppa d'Oceania 19961 Kalac, 2 Edwards, 3 Marth, 4 Foster, 5 Mori, 6 Tiatto, 7 Tapai, 8 Juric, 9 Polak, 10 Spiteri, 11 Markovski, 12 Trajanovski, 13 Bingley, 14 Blagojevic, 15 Ivanović, 16 Trimboli, 17 Wade, 18 Hooker, 19 Enes, 20 Cranney, 21 Popović, 22 Spink, 23 Tobin, CT: Thomson
Coppa d'Oceania 19981 Petkovic, 2 Ceccoli, 4 Veart, 5 Mori, 6 Gwynne, 7 Tapai, 8 De Amicis, 9 Longo, 10 Lozanovski, 11 Tobin, 12 Wehrman, 13 Trajanovski, 14 Babic, 15 Trimboli, 16 Trajkovski, 18 Colosimo, 19 Halpin, CT: Farina
Coppa d'Oceania 20001 Kalac, 2 Muscat, 3 Murphy, 4 Okon, 5 Popović, 6 Foster, 7 Tiatto, 8 Lazaridis, 9 Zdrilić, 10 Emerton, 11 Agostino, 13 Vidmar, 15 Zane, 16 Bolton, 17 Cardozo, 18 Chipperfield, 19 Colosimo, 20 Corica, 21 Horvat, 22 Laybutt, CT: Farina
Coppa d'Oceania 20021 Petkovic, 2 De Amicis, 3 North, 4 Duraković, 5 Horvat, 6 Kisnorbo, 7 Middleby, 8 Porter, 9 Mori, 10 Despotovski, 11 Chipperfield, 12 Pondeljak, 13 Blagojevic, 14 Costanzo, 15 Milicic, 16 Trimboli, 17 Jurić, 18 Anastasiadis, CT: Farina
Coppa d'Oceania 20041 Schwarzer, 2 North, 3 Laybutt, 4 Colosimo, 5 T. Vidmar, 6 Chipperfield, 7 Emerton, 8 Skoko, 9 Aloisi, 10 Cahill, 11 Lazaridis, 12 Brosque, 13 Grella, 14 Kisnorbo, 15 Sterjovski, 16 Tarka, 17 Zdrilić, 18 Kalac, 19 Vieri, 20 Madaschi, 21 Elrich, 22 Jones, 23 Bresciano, CT: Farina

### Coppa d'Asia
Coppa d'Asia 20071 Schwarzer, 2 Neill, 3 Kisnorbo, 4 Cahill, 5 Čulina, 6 Beauchamp, 7 Emerton, 8 Wilkshire, 9 Viduka, 10 Kewell, 11 Thompson, 12 Jones, 13 Grella, 14 Holman, 15 Aloisi, 16 Thwaite, 17 Valeri, 18 Petkovic, 19 Carle, 20 Carney, 21 Sterjovski, 22 Milligan, 23 Bresciano, CT: Arnold
Coppa d'Asia 20111 Schwarzer, 2 Neill, 3 Carney, 4 Cahill, 5 Čulina, 6 Ognenovski, 7 Emerton, 8 Wilkshire, 9 McDonald, 10 Kewell, 11 Burns, 12 Coe, 13 North, 14 Holman, 15 Jedinak, 16 Valeri, 17 McKay, 18 Jones, 19 Oar, 20 Špiranović, 21 McKain, 22 Kilkenny, 23 Kruse, CT: Osieck
Coppa d'Asia 20151 Ryan, 2 Franjić, 3 Davidson, 4 Cahill, 5 Milligan, 6 Špiranović, 7 Leckie, 8 Herd, 9 Jurić, 10 Kruse, 11 Oar, 12 Langerak, 13 Behich, 14 Troisi, 15 Jedinak, 16 Burns, 17 McKay, 18 Galeković, 19 Antonis, 20 Sainsbury, 21 Luongo, 22 Wilkinson, 23 Bresciano, CT: Postecoglou
Coppa d'Asia 20191 Ryan, 2 Degenek, 3 Gersbach, 4 Grant, 5 Milligan, 6 Jurman, 7 Leckie, 8 Luongo, 9 Maclaren, 10 Kruse, 11 Nabbout, 12 Langerak, 13 Jeggo, 14 Giannou, 15 Ikonomidis, 16 Behich, 17 Amini, 18 Vukovic, 19 Risdon, 20 Sainsbury, 21 Mabil, 22 Irvine, 23 Rogić, CT: Arnold
Coppa d'Asia 20231 Ryan, 2 Deng, 3 Atkinson, 4 Rowles, 5 Bos, 6 Boyle, 7 Silvera, 8 Metcalfe, 9 Fornaroli, 10 Yengi, 11 Tilio, 12 Thomas, 13 O'Neill, 14 McGree, 15 Duke, 16 Behich, 17 Baccus, 18 Gauci, 19 Souttar, 20 Miller, 21 Burgess, 22 Irvine, 23 Goodwin, 24 Yazbek, 25 Jones, 26 Iredale, CT: Arnold

### Confederations Cup
FIFA Confederations Cup 19971 Bosnich, 2 Horvat, 3 Lazaridis, 4 Ivanović, 5 Tobin, 6 Zelić, 7 Slater, 8 Foster, 9 Viduka, 10 A. Vidmar, 11 Kewell, 12 Bingley, 13 Hooker, 14 T. Vidmar, 15 Skoko, 16 Trimboli, 17 Mori, 18 Aloisi, 19 Tapai, 20 Kalac, 21 Muscat, CT: Venables
FIFA Confederations Cup 20011 Schwarzer, 2 Muscat, 3 Moore, 4 Okon, 5 T. Vidmar, 6 Popović, 7 Lazaridis, 8 Skoko, 9 Aloisi, 10 Emerton, 11 Zdrilić, 12 Bolton, 13 Bresciano, 14 Murphy, 15 Foxe, 16 Horvat, 17 Corica, 18 Chipperfield, 19 A. Vidmar, 20 Zane, 21 Thompson, 22 Sterjovski, 23 Juric, CT: Farina
FIFA Confederations Cup 20051 Schwarzer, 2 Muscat, 3 Moore, 4 Neill, 5 Vidmar, 6 Popović, 7 Emerton, 8 Skoko, 9 Viduka, 10 Cahill, 11 Chipperfield, 12 Petkovic, 13 Wilkshire, 14 Colosimo, 15 Aloisi, 16 Zdrilić, 17 McKain, 18 Kalac, 19 Čulina, 20 Miličević, 21 Elrich, 22 Thompson, 23 Sterjovski, CT: Farina
FIFA Confederations Cup 20171 Ryan, 2 Degenek, 3 Gersbach, 4 Cahill, 5 Milligan, 6 D. McGowan, 7 Leckie, 8 Wright, 9 Jurić, 10 Kruse, 11 Maclaren, 12 Langerak, 13 Mooy, 14 Troisi, 15 Jeggo, 16 Behich, 17 Hrustic, 18 Vukovic, 19 R. McGowan, 20 Sainsbury, 21 Luongo, 22 Irvine, 23 Rogić, CT: Postecoglou

### Giochi olimpici
NOTA: per le informazioni sulle rose successive al 1948 visionare la pagina della Nazionale olimpica.